# Pjotr Illarionowitsch Schelochonow

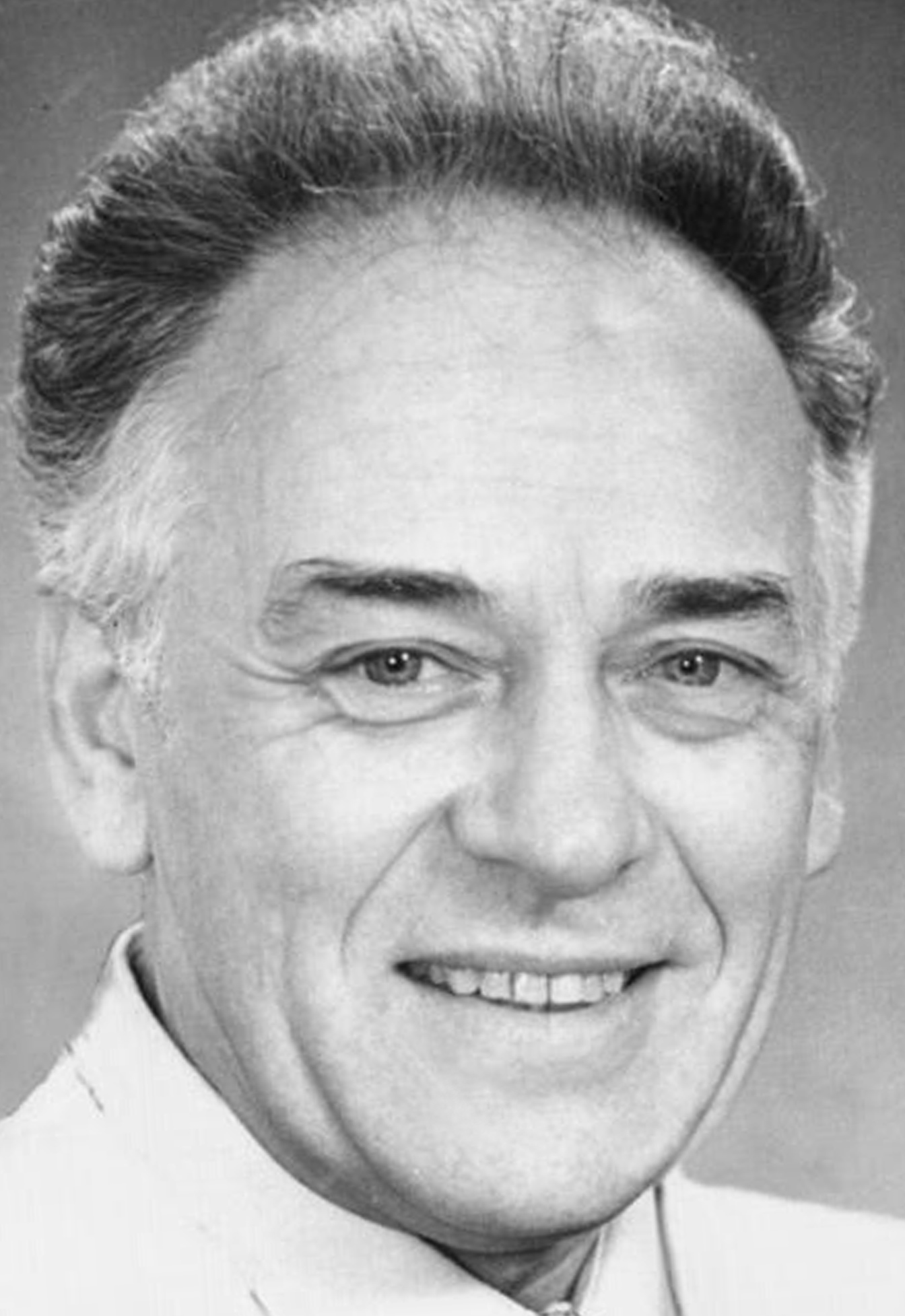
Pjotr Illarionowitsch Schelochonow

Pjotr Illarionowitsch Schelochonow (polnisch Piotr Iłłarionowicz Szełochonow, russisch Пётр Илларио́нович Шелохо́нов, belarussisch Петро Ларионавіч Шэлахонов Petro Larionavič Šelahonov, Peter Ilarionovich Shelokhonov; * 15. August 1929 in der Woiwodschaft Wilna, Zweite Polnische Republik; † 15. September 1999 in Sankt Petersburg) war ein sowjetischer und russischer Regisseur und Theater- und Filmschauspieler. Verdienter Künstler der RSFSR (1979).

## Leben

### Kindheit und Jugend 1929 bis 1945
Schelochonows Vorfahren kamen aus dem Gebiet der heutigen Ukraine, aus den Baltischen Staaten und Polen. Pjotr Schelochonows Großvater, Tito Schelochonowitsch, war Landwirt; sein Vater, Larion Titowitsch, war Tierarzt und arbeitete in der Pferdezucht. Der Sohn sollte dem Beruf des Vaters folgen, doch der Zweite Weltkrieg vereitelte diese Pläne. Er war 10 Jahre alt, als im September 1939 Nazideutschland Polen überfiel und kurz darauf die Sowjetunion Ostpolen besetzte. Etwa 13,5 Millionen polnische Staatsbürger, wurden so zu Bürgern der Sowjetunion. Schelochonows Geburtsort gehörte nun zur Weißrussischen SSR.
Er war 11 Jahre alt, als im Juni 1941 Deutschland die Sowjetunion überfiel und in Weißrussland einmarschierte. Die deutschen Bombenangriffe überlebte er nur, weil er das Haus zuvor verlassen hatte. Nach dem Bombenangriff lagen Häuser, die Schule und das Bauerngut in Trümmern, seine Eltern waren tot. Pjotr wurde von der deutschen Polizei ergriffen, er floh und wurde durch Schüsse verletzt, Narben blieben im Gesicht. Er wanderte umher und versteckte sich. Im Herbst 1941 rettete ihn eine verletzte Kuh, die er molk, vor dem Hungertod. Bei der Nahrungsbeschaffung wurde er von Partisanen gefunden, bei denen er bis 1943 lebte.
Pjotr Schelochonow führte bei den Partisanen ab 1942 Theaterszenen, Karikaturen von Adolf Hitler und Parodien auf die Okkupanten auf. 1944 besaß der 15-Jährige ein selbst gemachtes Puppentheater mit Puppen und einer Bühne, die er gebastelt hatte und mit denen er in Weißrussland und der Ukraine umherzog und Nahrung und Geld verdiente. Sein erstes Puppentheaterstück trug den Titel «Rotkäppchen, Peter und Wolf im Krieg ». 1945 wurde Schelochonow in die Musikfachschule am Kiewer Konservatorium Klasse Klavier aufgenommen.

### Leningrad 1946 bis 1957
1946 kam er nach Leningrad um Arbeit auf der Bühne zu finden. Er sah, dass die Stadt, die den Angriff von Hitlers Armeen überlebte, schrecklich zerstört, aber nicht von den Albträumen der Leningrader Blockade unterdrückt wurde, wo erschöpfte Menschen in Brotlinien standen und Stalins Anhänger die Säuberungen wieder aufgenommen haben. Im Jahr 1946 begann die Verfolgung von kreativen Intellektuellen, so dass Verlage, Magazine und Theater geschlossen wurden. Pjotr wurde in die gewerbliche Berufsschule aufgenommen und sehr bald für den vorschriftswidrigen Humor und politische Witze von der Obrigkeit durch einige Monate Strafkompanie für Arbeiten am Bau des Kirow-Stadions, bestraft. Von 1949 bis 1954 diente Schelochonow bei der Baltische Flotte. Er wurde als Schauspieler des Theaters der Baltischen Flotte akzeptiert und nahm an Aufführungen des Theaters in Baltijsk, Liepāja, Kronstadt und Leningrad teil. 1952 wurde er für diese Theatertätigkeit mit der Ehrenurkunde des Obersten Sowjets der Lettischen SSR ausgezeichnet, doch er eckte immer wieder mit seinen politischen Witzen an und wurde bestraft.

### In Sibirien 1957 bis 1962
In den Jahren von 1957 bis 1962 wohnte Schelochonow in Sibirien. 1960 schloss er die Theaterfachschule am Theater in Irkutsk mit der Rolle des Hamlet ab. In der Truppe des Irkutsker Dramatheaters wurde Pjotr Schelochonow bald zu einem der führenden Schauspieler, spielte eine Reihe von zeitgenössischen Gestalten.

### Tschechow-Theater 1962 bis 1967
In den 1960er Jahren war Pjotr Schelochonow als Schauspieler und Regisseur am Taganroger Tschechow-Theater tätig. Er spielte dort Hauptrollen in Theaterstücken wie «Onkel Wanja», «Der Kirschgarten», «Die Möwe», «Drei Schwestern» von Tschechow sowie in Stücken zeitgenössischer Autoren wie «Der 6. Juli» von Michail Schatrow, «104 Seiten über die Liebe» von Edward Radsinski u. a. Großen Erfolg, von dem in der Zeitschrift «Theater» (Heft № 8 Jahr 1965) berichtete, hatte er mit der Rolle des Iwanow im gleichnamigen Theaterstück von Anton Tschechow. 1967 spielte Pjotr Schelochonow die Rolle Lenins in seiner eigenen Inszenierung von «Lenins Lektüre», die dem 50. Jubiläum der Oktoberrevolution gewidmet war. Diese Aufführung Schelochonows wurde vom KPdSU-Stadtkomitee für die Abweichung von der offiziell genehmigten Darstellung Lenins stark kritisiert.

### Moskau
1967 wurde Pjotr Schelochonow vom Filmstudio Ekran für die Hauptrolle im Fernsehfilm Schagi w Solnze (Schritte in die Sonne) verpflichtet, der vom Zentralfernsehen der UdSSR gezeigt wurde. Seit dieser Zeit wurde der Schauspieler viel in Filmen und Fernsehfilmen eingesetzt. Eine wichtige Rolle war die des Raketenkonstrukteurs Karelin in dem zweiteiligen Film Bändigung des Feuers. Als Prototyp der Gestalt von Karelin diente eine reale Gestalt, der Gehilfe von Koroljow, einem der Raketenkonstrukteure, der damals geheime Raumexperimente durchführte. Vor dem Anfang der Dreharbeiten empfahl der Filmregisseur Gerassimow für die Hauptrolle Pjotr Schelochonow, aber, nach dem Beschluss von Kuratoren des ZK wurde diese Rolle dem ZK-Mitglied Kirill Lawrow gegeben, und der Name Sergei Koroljow wurde auf den Namen Baschkirzew wegen der Vertraulichkeit geändert. Kirill Lawrow und Pjotr Scholochonow spielten in diesem Film mehrere gemeinsame Szenen und wurden lebenslange Freunde.
Die Dreharbeiten fanden 1970–1971 auf dem Kosmodrom Baikonur, im Kosmonautenstädchen sowie im Moskauer Kreml statt.

### Leningrad
Von 1968 bis 1999 lebte Pjotr Schelochonow in Leningrad und arbeitete im Theater des Leninschen Komsomol, im Komissarschewskaja-Theater und im Lensowjet-Theater. Unter Theaterrollen waren Hauptrollen als Sudakow im Stück «Nest des Auerhahns» nach Wiktor Sergejewitsch Rosow und als Dmitrij Nikolajewitsch im Stück «Thema mit Variationen» nach Samuil Iossifowitsch Aljoschin sowie die Interpretation der Rolle als Nikita Romanowitsch Sacharjin in der Trilogie über Zaren von Aleksei Tolstoi. Außerdem war er oft beim Lenfilm-Studio tätig, wo er über 40 Filme drehte, darunter Rollen als Spion Sotnikow («Raswjaska», 1968), Komponist Michail Glinka («Ferenc Liszt», 1970), Sibirienkosak Sewerjan Ulybin («Dauria», 1971), Kriegskommissar («Ein langer, langer Weg», 1972), Direktor Peressada, («Gegenmaßnahme», 1974, Filmstudio Odessa), Dorogomilow (Fernsehserien «Die ersten Freude» und «Ein ungewöhnlicher Sommer», 1977–79) und andere. Von 1989 bis 1992 spielte er in Peter Ustinovs Inszenierung von Endspurt (englisch Photo Finish, russisch Фотофиниш) in Sankt Petersburg. Zum Andenken an diese Zusammenarbeit schenkte Peter Ustinov dem Schauspieler Pjotr Schelochonow das Foto mit der freundschaftlichen Unterschrift «Pjotr dem Ersten von Pjotr Ustinov».

### Sankt Petersburg
1993 ließ Schelochonow in seiner Inszenierung von Isabella von Irwin Leitner über die Rettung der Lagerhäftlinge im KZ Auschwitz im Gegensatz zur Vorlage alle verbrannten Lagerhäftlinge in der Schlussszene wieder zum Leben erwachen, durch Feuer und Rauch aus dem Ofen treten und langsam und majestätisch in den Saal hinabsteigen und sich unter der Begleitung von Mozarts Requiem den Überlebenden anschließen.
1996–97 drehte das Hollywood-Filmstudio Warner Brothers gemeinsam mit der Filmgesellschaft Icon Productions den Film „Anna Karenina“ nach dem Roman von Leo Tolstoi. Bernard Rose gab dem Schauspieler die Rolle als Kapitonytsch Haushofmeister von Karenin. So wurde Schelochonow Partner von Sophie Marceau, Sean Bean, James Fox, Alfred Molina, Mia Kirshner, Danny Huston u. a.

## Auszeichnungen

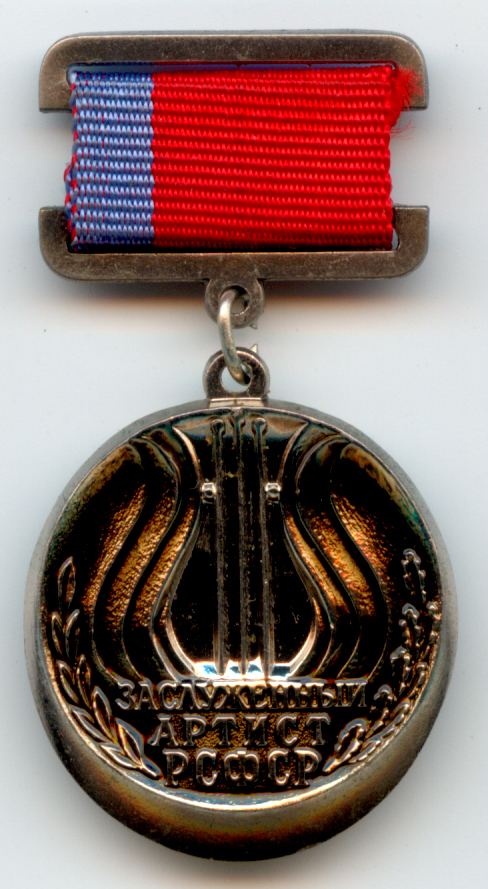
Pjotr Schelochonow was Verdienter Künstler der Russischen SFSR

- 1952: Ehrenurkunde der Republik Lettland für die Theaterarbeit
- 1979: Verdienter Künstler der Russischen SFSR (Заслуженный артист РСФСР)
- 1989: Medaille „Veteran der Arbeit“
- 2009: Zum 80. Geburtstag und zum Gedenken an den Schauspieler wurde dieses Buch in Russland veröffentlicht – Ivan I. Krasko und Mitarbeiter "Mein Freund Petr Shelokhonov", SOLO-Verlag Sankt Petersburg, Russia, 2009. ISBN 978-5-904666-09-5

## Filmografie (Auswahl)
- 1967: Schagi w Solnze (TV) (Шаги в солнце) – als unbekannter Soldat
- 1968: Verstecker Feind (Скрытый враг (фильм, 1968)) – als Polizei Fuhrer
- 1968: Drei Jahre (TV) (Три года) – als Laptew
- 1969: Raswjaska (Развязка) – als Sotnikow
- 1970: Franz Liszt. Liebeserklärung (Ференц Лист — Грёзы любви) – als Michail Iwanowitsch Glinka
- 1970: Ljubow Jarowaja (Любовь Яровая) – als Masuchin
- 1970: Im Morgengrauen ist es noch still (А зори здесь тихие) – als Sergeant Waskow
- 1970: Fern von Moskau (TV) (Далеко от Москвы ТВ) – als Batmanow
- 1971: Dauria (Даурия) – als Sewerjan Ulybin
- 1971: Eine Nacht auf dem 14. Breitenkreis (Ночь на 14-й паралели) – als Redakteur
- 1971: Schutite? (Шутите?) – als Vorsitzender
- 1971: Kalt – heiß (Холодно – горячо) – als Schriftsteller Podoroschnij
- 1972: Bändigung des Feuers (Укрощение огня) – als Michail Karelin
- 1973: Großmeister (Гроссмейстер) – als Stiefvater Feodor
- 1973: Oposnanije (Опознание) – als Oberst
- 1974: Otwetnaja mera (Ответная мера) – als Peresada
- 1975: Glut des Feuers und des Herzens (Обретешь в бою) – als Sergejew
- 1976: Menja eto ne kassajetsja (Меня это не касается) – als Pankratow
- 1976: Vertrauen (Доверие) – als Petrowskij
- 1976: Witali Bianki (Виталий Бианки)
- 1977: Perwye radosti (Первые радости) – als Dorogomilow
- 1978: Wsjo reschajet mgnowenije (Все решает мгновение) – als Matwejew
- 1979: Ein ungewöhnlicher Sommer (Необыкновенное лето) – als Dorogomilow
- 1979: Puteschestwie w drugoi gorod (Путешествие в другой город) – als Direktor
- 1980: Schisn i priklutschenija tschetyrjoch drusei – 1/2 (Жизнь и приключения четырех друзей – 1/2)
- 1980: Das letzte Rendezvous (Поздние свидания) – als Lena’s Vater
- 1981: Schisn i priklutschenija tschetyrjoch drusei – 3/4 (Жизнь и приключения четырех друзей – 3/4)
- 1981: Die Wahrheit des Leutnant Klimow (Правда лейтенанта Климова) – als Tscherwonenko
- 1981: 20. Dezember (Двадцатое декабря) – als Sarudni
- 1981: Dewuschka i Grand (Девушка и Гранд) – als Vorsitzender des Sportkomitees
- 1981: Syndikat 2 – als Fomittschew
- 1982: Das Zollamt (Таможня) – als Zollbeamter
- 1982: Franz Liszt (1982) (ung. TV) (Ференц Лист) – als Graf Michail Wielhorski

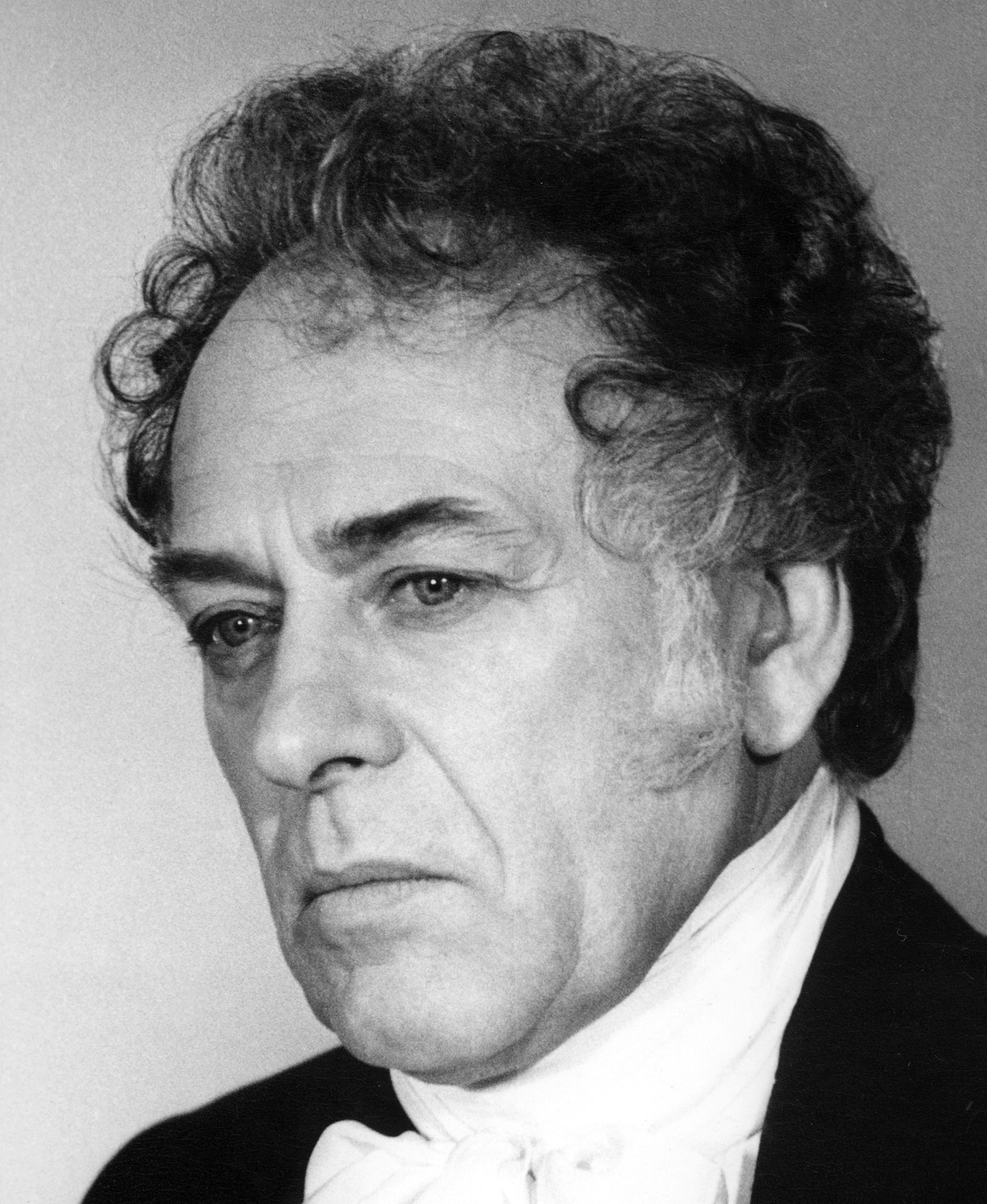
Pjotr Schelochonow als Graf Michail Wielhorski in Franz Liszt (1982)

- 1982: Die Stimme (Голос) – als Produktionsdirektor
- 1983: Magistrale (Магистраль (фильм)) – als Gadalow
- 1983: Mesto deistwija (Место действия) – als Rjabow
- 1984: Das Vermächtnis des Professors Dowell (Завещание профессора Доуэля)
- 1984: Zwei Versionen eines Zusammenstoßes (Две версии одного столкновения) – als Botschafter Gordin
- 1985: Sofja Kowalewskaja (Софья Ковалевская) – als Setscchenow
- 1985: Rivalen (1985) (Соперницы) – als Semenytch
- 1985: Jahrhundertvertrag (Контракт века) – als Minister
- 1986: Der letzte Weg (Последняя дорога) – als Stefanowitsch
- 1986: Der rote Pfeil (Красная стрела) – als Jussow
- 1987: Habitat (Среда обитания) – als Detektiv
- 1987: Wesutschij tschelowek (Везучий человек)
- 1987: Moonsund (Моонзунд) – als Andrejew
- 1988: Chleb – imja suschtschestwitelnoje (Хлеб – имя существительное) – als Akimow
- 1991: Mein bester Freund, General Wassili, der Sohn von Josef Stalin (Мой лучший друг, генерал Василий, сын Иосифа) – als Oberst Sawinych
- 1992: Richard II (Ричард II) – als Lord Marschal
- 1997: Passaschirka (Пассажирка) – als Passagier
- 1997: Anna Karenina (Анна Каренина) – als Kapitonitsch

## Theater
| Schauspieler - 1957: Poem vom Brot (Поэма о Хлебе) – als Senja - 1958: Hamlet (Гамлет) – als Hamlet - 1959: Die Kleine Studentin (Маленькая Студентка) – als Lehrer - 1960: Irkutsker Geschichte (Иркутская история) – als Wiktor, als Denis - 1961: Credit mit Nibelungen (Кредит у Нибелунгов) - 1961: Golden Boy von Clifford Odets (Золотой мальчик) – als Joe Bonaparte – „Golden Boy“ - 1962: "Океан" (Океан) – als Kapitän Tschassownikow - 1963: "Океан" (Океан) – als Kapitän Platonow - 1963: Panzerzug 14-69 (Бронепоезд 14—69) – als Waska Pepel - 1963: "Auf dem Grund" (На дне) – als Satin - 1964: 104 Seiten über die Liebe (104 страницы про любовь) - 1964: Onkel Wanja (Дядя Ваня) – als Onkel Wanja - 1965: Iwanow (Иванов) – als Iwanow - 1966: Die Möwe (Чайка) – als Treplew - 1967: Drei Schwestern (Три сестры) – als Tuzenbach - 1967: Der Kirschgarten (Вишневый сад) – als Gajev, als Lopachin - 1968: In der Nacht der Mondfinsternis (В ночь лунного затмения) – als Divana - 1968: Platonow – als Michail Wassiljewitsch Platonow - 1969: Der 6. Juli (Шестое июля) – als Lenin - 1970: Im Morgengrauen ist es noch still (А зори здесь тихие) – als Waskow - 1971: Fern von Moskau (Далеко от Москвы) – als Batmanow - 1975: Der Tod Iwan des Schrecklichen (Смерть Иоанна Грозного) – als Prince Romanov Nikita Zakharine - 1976: Zar Fjodor Iwanowitsch (Царь Фёдор Иоаннович) – als Knes Galitzin - 1977: Zar Boris (Царь Борис) – als Mitropolit Job - 1978: Das Nest des Auerhahns (Гнездо глухаря) – als Sudakow - 1979: Thema mit Variationen, von Samuil Aljoschin (Тема с вариациями) – als Dmitri Nikolajewitsch - 1983: Im vorigen Sommer in Tschulimsk (Прошлым летом в Чулимске (пьеса)) – als Fjodor Pomigalow - 1985: Der runde Tisch unter dem Lampenschirm (Круглый стол под абажуром (пьеса)) – als Slepochin - 1987: Beeilt Euch Gutes zu tun (Спешите делать добро (пьеса)) – als Michailow - 1988: The Land of Promise, von W. Somerset Maugham – als Clement Winn - 1991: Photofinish, von Peter Ustinov (Фотофиниш) – als Sam - 1993: Antiquariat, von Anneli Pukema – als Johanson - 1994: Barfuß durch den Park (Босиком по парку) – als Viktor Velasco - 1997: Die Passagierin (Пассажирка) – als Passagier | Regisseur - 1993 – Isabella (nach dem Stück von Irwin Leitner) - 1967 – Lenins Lektüre (nach der Biographie von W. I. Lenin) - 1967 – Frauen von der Straße der Hoffnung (nach dem Stück von А. Mamlin) - 1966 – Obelisk (nach dem Stück von G. Mamlin) - 1966 – Platonow (nach dem Stück von А. Tschechow) - 1965 – Iwanow (nach dem Stück von А. Tschechow) - 1965 – Schattenboxen (nach dem Stück von W. Tur) - 1964 – Mimose (nach dem Stück von А. Schawrin) - 1963 – Freunde und Jahre (nach dem Stück von L. Sorin) |